# Скандза
Скандза (лат. Scandza) — название, которое употребляет историк Иордан в своей работе «О происхождении и деяниях гетов» (или «Гетика» — упрощённо) для обозначения острова, лежащего в северной стороне огромного моря, которое, в представлениях средневековых авторов, омывало «круг всего мира».

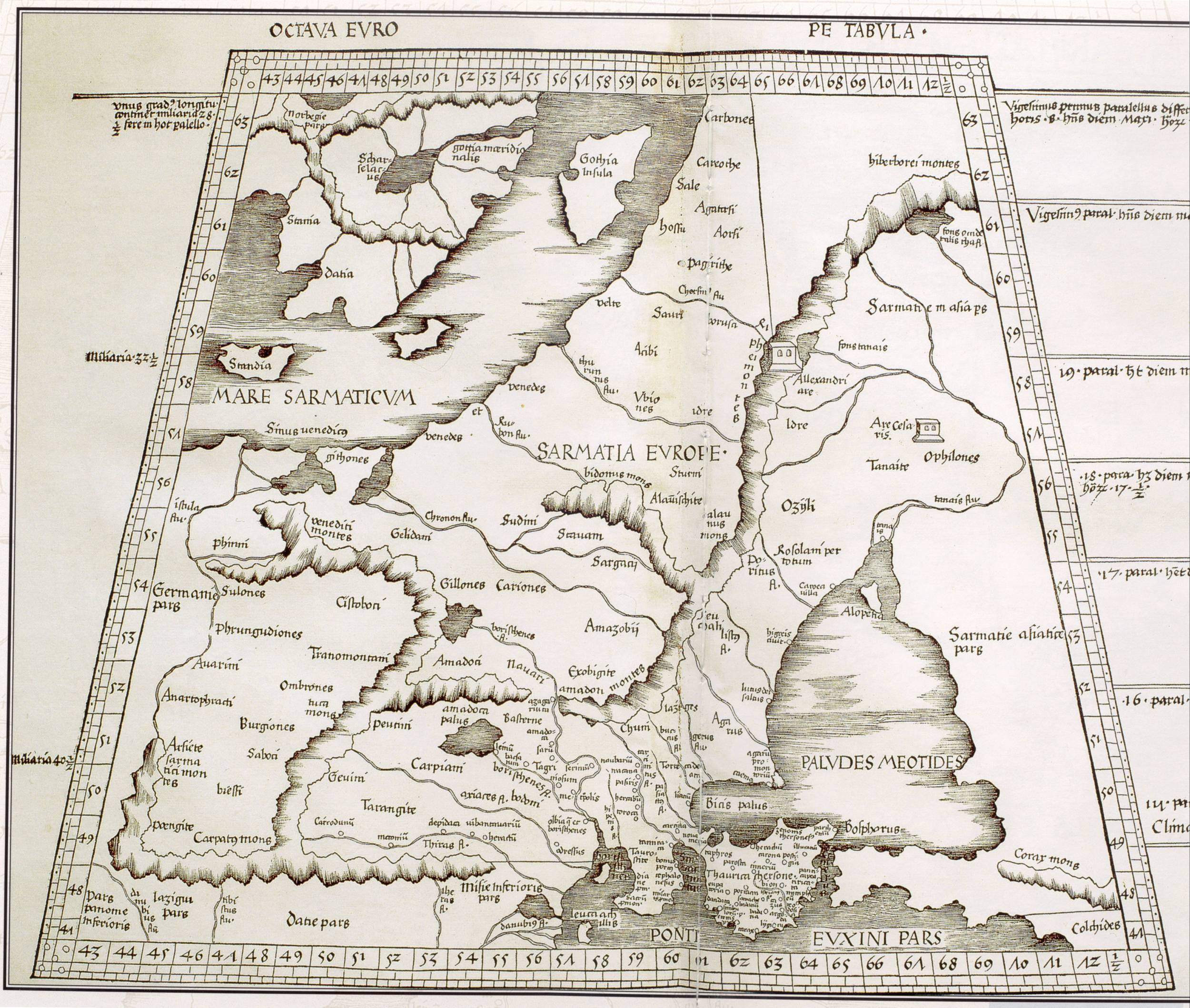
Остров Скандза и река Истула на Восьмой карте Европы по «Географии» Клавдия Птолемея, 1513 год.

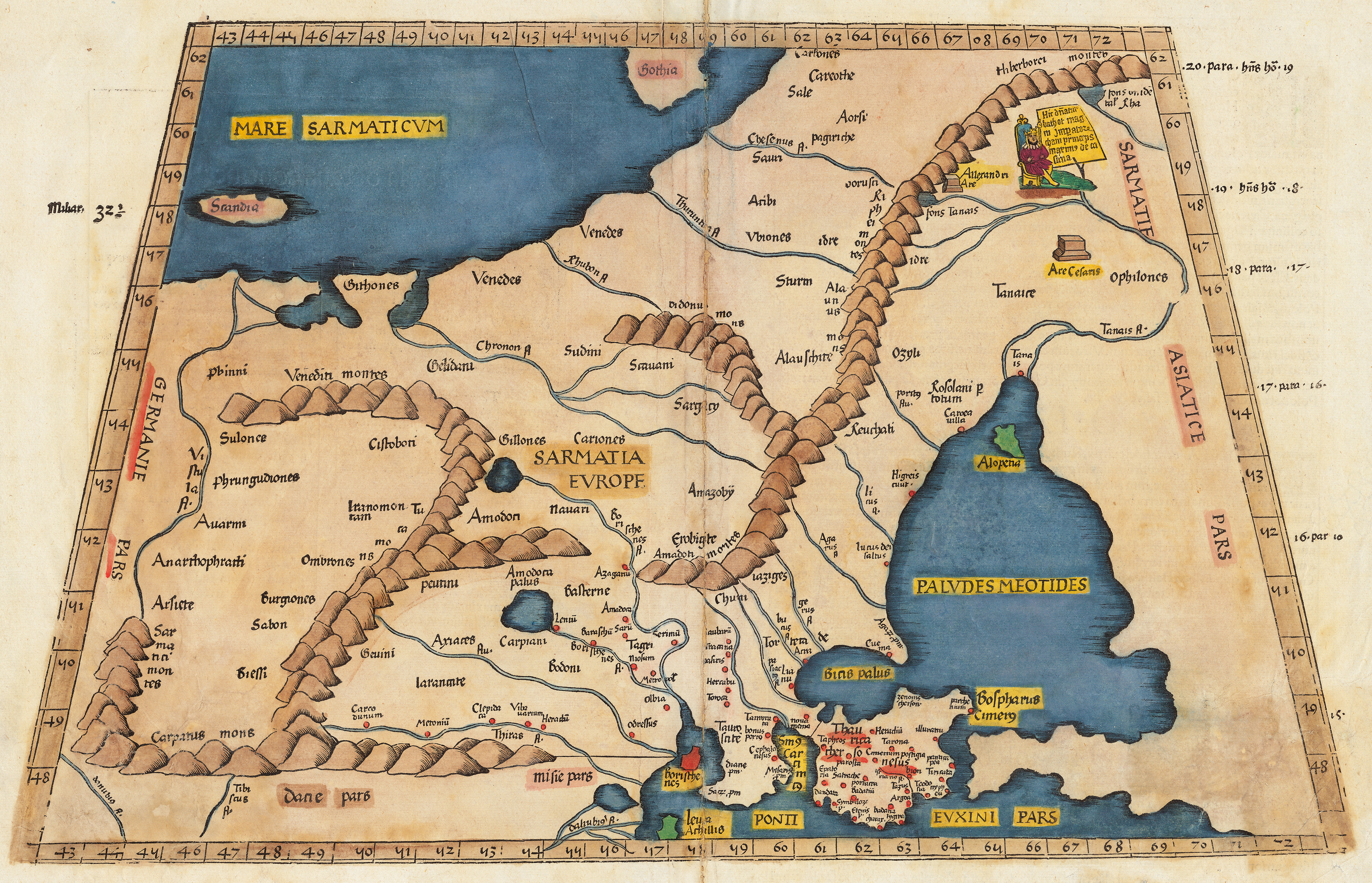
Остров Скандза (по координатам 48x44) на цветной Восьмой карте Европы по «Географии» Клавдия Птолемея, 1578 год.

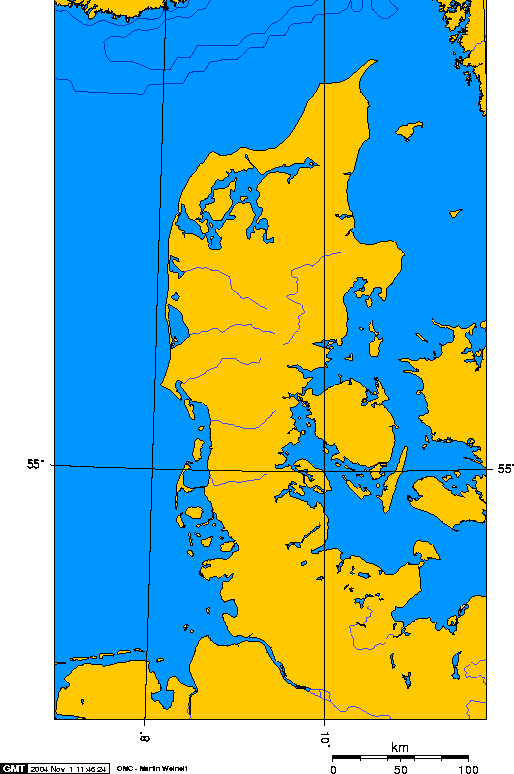
Ютландский полуостров, сходный с описаниями, приводимыми Иорданом.

Со слов Иордана, остров «Скандза лежит против реки Вистулы, которая, родившись в Сарматских горах, впадает в северный океан, разграничивая Германию и Скифию», а также, с запада Скандза окружена огромным морем. При описании острова Скандзы Иордан ссылается на Клавдия Птолемея, отмечая, что Птолемей описывает этот остров во второй книге своего сочинения как «подобный лимонному листу, с изогнутыми краями, вытянутый в длину и закругляющийся». Там же Иордан ссылается на Помпония Мелу и говорит, что Помпоний так же упоминал остров Скандзу и располагал его в Коданском заливе.
По мнению Елены Скржинской, в первом «случае Иордан опирается на запись Птолемея о четырёх островах около Кимврского (нын. Ютландского) полуострова, называвшихся Скандиями», тогда как Помпоний «говорит о Коданском заливе в связи с рекой Эльбой».
Большинство исследователей за иорданову Скандзу принимают остров Готланд, лежащий напротив реки, которая ныне называется Вислой, подразумевая, что именно её Иордан и называет Вистулой, откуда они, под влиянием авторитета Иордана, и ведут миграцию всех германских племен на континент. Однако по мнению других исследователей первых привлекает не столько исторический топос в иордановом пересказе Кассиодора, сколько упоминание Иорданом о неких «древних песнях» (лат. in priscis eorum carminibus), опираясь на которые Иордан обосновывает древность готов.
Со слов Иордана, который ведёт начало племени готов с острова Скандзы, откуда готы на трёх кораблях вырвались подобно «пчелиному рою», за три последующих века завоевали бо́льшую часть Европы, распространившись от Испании на западе, бо́льшей части Балкан на юге, Дона и средней Оки на востоке и севере, а в середине V века одно из германских племён основало Вандальское королевство в Африке.